# SK 46

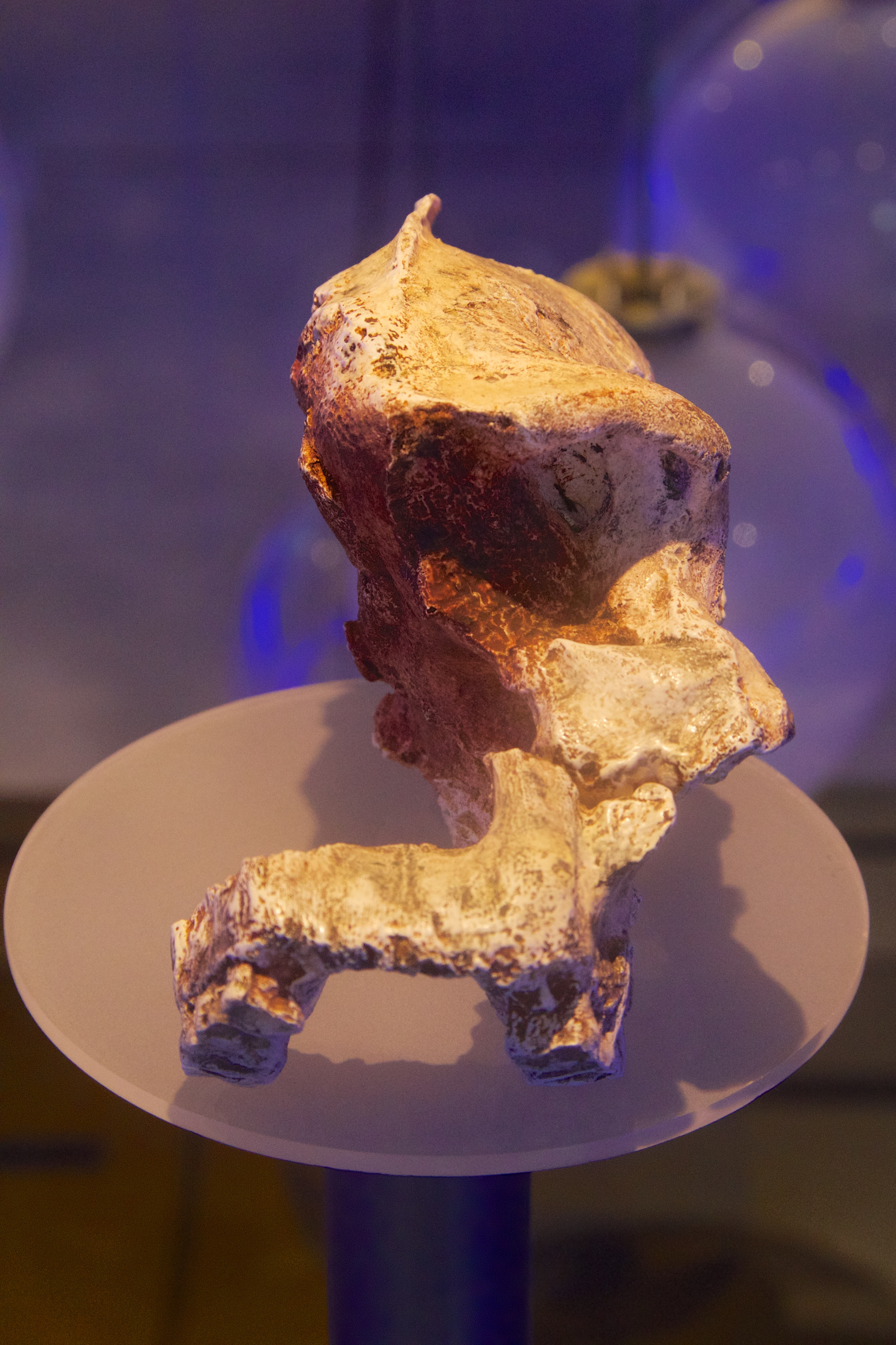
RFossile SK 46

SK 46 è un frammento fossile della metà sinistra del cranio, comprensivo di quasi tutto il palato, di un ominide della specie Paranthropus robustus, datato a circa 1.8 milioni di anni fa, scoperto a Swartkrans in Sudafrica, nel 1936 da uno scavatore locale.

## Descrizione
I denti delle guance sono quasi perfettamente conservati; sebbene gli incisivi e un canino siano andati perduti, rimangono i loro alveoli, grazie ai quali si possono ricostruire la dimensione dei denti delle guance (molari e premolari) rispetto agli incisivi e ai canini. Le grandi dimensioni dei denti guanciali rispetto ai denti anteriori suggeriscono che il Paranthropus robustus avesse una dieta dominata da sostanze vegetali. 
La porzione conservata del cranio presenta altre caratteristiche tipiche di P. robustus, tra cui i grandi archi zigomatici e una prominente cresta sagittale. 